# Gun Cramér
Gun Maria Cramér, född Hermansson den 31 augusti 1927 i Västervik, död den 23 april 2010 i Göteborg, var en svensk läkare.
Gun Cramér avlade studentexamen 1946, medicine kandidatexamen vid Uppsala universitet 1950 och medicine licentiatexamen vid Göteborgs universitet 1956. Hon var amanuens på farmakologiska institutionen vid Uppsala universitet 1950–1952, vikarierande underläkare vid Kalmar lasarett, Sahlgrenska sjukhuset och Vasa sjukhus i Göteborg 1954–1958 samt doktorandstipendiat och extra läkare på medicinska kliniken vid Sahlgrenska sjukhuset 1959–1968. Gun Cramér promoverades till medicine doktor 1968. Hon var överläkare och föreståndare för medicinska avdelningen vid Västra inskrivningscentralen i Göteborg 1969–1970, industriläkare i Göteborg 1970–1975, personalläkare inom Göteborgs och Bohus läns landsting 1975–1980 och företagsläkare vid Samhall (Bohusgruppen) från 1980. Gun Cramér publicerade uppsatser i invärtes medicin och kardiologi.
Gun Cramér gifte sig första gången 1951 med juris kandidat Göran Belfrage (1924–1952). Hon var i sitt andra äktenskap 1957–1974 gift med Kim Cramér. De var föräldrar till Per Cramér. Gun Cramér vilar i sin familjegrav på Gamla kyrkogården i Västervik.